# 漢威爾車站

漢威爾火車站（英語：Hanwell Railway Station）位於倫敦伊靈區漢威爾。距離倫敦柏靈頓火車站7英里 28 鏈（11.8 公里），位於西伊靈火車站和紹索爾火車站之間。
所有服務漢威爾的列車均由伊利沙伯綫運營，該線取代了倫敦柏靈頓與希斯路機場之間連接停靠服務，以及倫敦柏靈頓火車站與海斯和哈靈頓火車站之間的大西部鐵路本地服務，自2018年5月20日的時刻表變更起生效。自2020年5月17日的時刻表變更起，漢威爾火車站增加了週日服務。2021年11月，伊靈市民協會因火車站大樓的高質量翻修而授予該站該協會的年度獎。

## 車站歷史
該車站位於大西部鐵路的原始路線上，該路線於1838年6月4日開通，但漢威爾車站直到當年12月1日才開放。自1883年3月1日起，車站由區域鐵路提供服務，運行於曼森大樓和溫莎之間；該服務因經濟效益低下於1885年9月30日後停運。車站於1896年4月1日更名為漢威爾及埃爾索恩，並於1974年5月6日恢復為漢威爾。該車站於約1875至1877年間重建，位置比原址向東約250米，當時主線擴建為四線，它已被英國遺產委員會列為二級保護建築。南入口於1970年代關閉，但於2014年12月在伊灵議會和倫敦交通局的資助下重新開放。作為橫貫鐵路項目的一部分，漢威爾車站於2020年初實現了無障礙通行，從月台到售票處的樓層均可透過電梯到達。

## 車站描述
該車站位於一級保護建築惠恩克利夫高架橋以東不遠處。部分原始的車站名牌仍在月台上，顯示1974年前的名稱「漢威爾和埃爾索恩」。

## 列車服務
截至2023年5月的時刻表，普通的週一至週五非高峰時段伊利沙伯綫服務為：
- 每小時4班列車西行至希斯路機場第四客運大樓
- 每小時4班列車東行至修道院森林

2020年5月，該站增加了週日服務。在此之前，車站在週日關閉。從2008年10月起，蠔卡可用於起始或終止於漢威爾的行程。